# Châteaux de la colère
Châteaux de la colère (titre original: Castelli di rabbia) est le premier roman de l'auteur italien Alessandro Baricco. Publié en 1991 en Italie, il y a fait partie des cinq finalistes du prix Campiello de la même année. Sa version française a paru en 1995 et a reçu le prix Médicis étranger la même année.

## Intrigue

### Résumé
Dans la petite ville imaginaire de Quinnipak au milieu du XIXe siècle, vit une population aux rêves étranges, et aux talents multiples. Il y a Monsieur Reihl, directeur de la fabrique de verre, et sa très belle épouse, Jun Reihl, dont les lèvres font l'admiration de tous. Monsieur Reihl voyage beaucoup et ramène de ces absences lointaines, à chaque fois, un peu de ses rêves secrets. Il va revenir un jour avec un jeune garçon métis, son fils né d'une femme dont on ne saura rien, sinon qu'elle était sans doute très belle. Jun va adopter ce garçon sans l'aimer d'un amour maternel, mais sans jugement envers son mari. Monsieur Reihl qui continue à voyager régulièrement seul achètera un jour une locomotive qu'il nommera Elizabeth. Cette machine merveilleuse, qui provoquera l'admiration, la frayeur ou le rêve chez les habitants de Quinnipak, restera immobile dans un pré jusqu'à ce que Monsieur Reihl trouve le financement de la voie de chemin de fer qui devra relier Quinnipak à une autre ville, dont le seul nom semble paniquer son épouse: Morivar.
Le financement de la voie de chemin de fer devra se faire grâce à la verrerie de Monsieur Reihl, et aux talents d'inventeur de son génial contremaître et ami, le vieil Andersson dont pourtant la santé va s'amenuisant.
Un jour se présente un homme, Hector Horeau, architecte de génie, rêveur ébloui mais sujet à des crises d'épilepsie, qui cherche une solution à un problème gigantesque: il veut construire pour l'exposition universelle de Londres un palais de fer et de verre: ce sera le Crystal Palace.
Monsieur Reihl va se lancer avec le vieil Andersson, dans ce pari démesuré: produire un verre assez mince pour permettre à Hector Horeau de construire son palais de verre. L'argent affluera puis la fortune tournera, la source s'assèchera. La voie de chemin de fer sera mise en chantier, mais jamais terminée.
Le village de Quinnipak vivra cette épopée au rythme des rêves de ses habitants, des concerts d'une polyphonie inédite créés par Monsieur Pekish et des courses de chevaux, des folies grandissantes des uns et des autres, des vérités et des mensonges, de la mort qui frappera soudainement, de l'épuisement de l'histoire enfin, qui mènera le lecteur dans une fin en abyme dont il sortira à peine indemne, à l'image de la très belle Jun Reihl.

### Personnages

#### Monsieur Reihl
Directeur de la fabrique de verre de Quinnipak, c'est un homme qui voyage beaucoup. Et qui ramène de ses voyages des découvertes quelquefois déconcertantes, telle cette locomotive qu'il nommera Elizabeth, alors qu'il n'a pas de ligne de chemin de fer pour la faire rouler.

#### Madame Reihl
Jun Reihl, la très belle femme de Monsieur Reihl, est une femme secrète, très amoureuse de son mari. La ville entière est en admiration devant ses lèvres, qu'elle a très belles. Elle attend à chaque voyage l'annonce du retour de M. Reihl, qui se fait invariablement par le biais d'une petite boite délicatement emballée dans un papier de couleur. Cadeau précieux? Code secret entre les époux? C'est la question que se pose l'entourage de Jun.

#### Mormy
Est le jeune garçon que rapporte un jour d'un de ses voyages M. Reihl. On ne saura rien de sa mère. Jun, blessée mais impassible, pense qu'elle doit être outrageusement belle. Jun ne sera selon sa formule jamais une mère pour Mormy, mais l'élèvera dignement. Le garçon, très mutique, vit dans un monde extérieur aux évènements de Quinnipak. Ce caractère rêveur causera sa perte.

#### Monsieur Pékish
Est un chercheur de sons, un musicien de génie qui entend dans sa tête des concerts improbables, des croisements de musiques inédits, faits de différents morceaux tous joués ensemble. Il a créé l'Humanophone. C'est un instrument basé sur la voix humaine : chaque habitant de Quinnipak en est une note et une seule qu'il chante au moment précis ou la partition le demande. Monsieur Pékish dirige aussi la fanfare locale, qui défile en jouant plusieurs morceaux simultanéments afin de créer des sons inédits.

#### Pehnt
Ce jeune garçon fut trouvé par la veuve Abegg encore bébé, enveloppé d'une veste. Il allait grandir habillé en permanence de cette veste, dont la veuve Abegg avait décrété que le jour ou il aurait atteint sa taille adulte, elle lui irait à la perfection. Pehnt grandit en compagnie de Pekish, qui est devenu une sorte de père adoptif pour lui, et lui a transmis le goût des sons et de la musique.

#### Hector Horeau
Est un personnage inspiré du réel. Architecte, Hector Horeau était effectivement passionné par les édifices en verre sur une armature de fer, mais il n'a pas construit le Crystal Palace, et son passage à Quinnipak n'a aucune ressemblance avec son histoire réelle.

#### La Veuve Abegg
Elle élève le jeune Pehnt et a une relation amoureuse quelque peu distante avec Monsieur Pekish. Veuve, Madame Abegg ne l'est que de façon épistolaire: l'homme de sa vie, Charlus Abegg, militaire de son état, ayant été tué après avoir posté sa demande en mariage, elle a effectivement pris le nom de son futur mari et a déclaré son veuvage officiellement.

## Éditions
- Châteaux de la colère, éditions Albin Michel, 1995  (ISBN 2-226-07879-7).